# アルフォンス・アレオラ
アルフォンス・アレオラ（Alphonse Areola、1993年2月27日 - ）は、フランス・パリ出身でフィリピン系フランス人のサッカー選手。プレミアリーグ・ウェストハム・ユナイテッドFC所属。ポジションはゴールキーパー。フランス代表。

## 経歴

### クラブ
フィリピンで生まれ、生後まもなくフランスへ移住する。6歳の時にパリの7区でサッカーを始めるもすぐにゴールキーパーに転向した。13歳のときにパリ・サンジェルマンFCに加入しU-14のタイトルを獲得する。その2年後の2008-09シーズンにかけてクレールフォンテーヌ国立研究所で学んだ後に2009年7月3日にパリ・サンジェルマンFCと2年のプロ契約を結んだ。
リザーブチームで2年プレーした後に2013年5月18日リーグ・アンのスタッド・ブレスト29戦で後半47分からプロデビュー。
リーグ・ドゥ所属のRCランスに1年間のレンタル移籍を果たした。
リーグ・アン所属のSCバスティアに1年間のレンタル移籍が決定した。
2015年6月17日、スペインのプリメーラ・ディビシオン所属のビジャレアルCFに1年間のレンタル移籍が決定した。
2016-17シーズンは保有権を持つパリ・サンジェルマンに復帰した。当初はCLでアレオラ、リーグ戦はケヴィン・トラップを起用する構想だったが、秋以降アレオラが完全にスタメン奪取。しかし凡庸なパフォーマンスに終始し、批判を浴び、控えに降格。
2018-19シーズンはジャンルイジ・ブッフォンが加入し、トラップを含め三つ巴の争いになるかと思われていたが、トラップがアイントラハト・フランクフルトに移籍したため実質一騎打ち状態になる。監督のトーマス・トゥヘルはアレオラを優先的に起用すると明言していたが、結果的にブッフォンとポジションを分け合う形となりリーグ戦21試合の出場に終わった。
2019年9月2日、レアル・マドリードに2020年6月30日までのレンタル移籍で加入。9月18日のチャンピオンズリーググループステージでは、古巣のPSG戦敗北後に元同僚たちと一緒に写真を撮ったことで炎上した。9月25日のCAオサスナ戦でデビューした。2020年8月11日にローン契約が終了した。レアルではベルギー代表ティボ・クルトゥワを前にリーグ戦の出場は4試合に留まった。
2020年9月9日、フラムFCに買い取りオプション付きのレンタルで移籍した。フラムでは守護神として36試合に出場し、リーグ5位の116セーブに同7位のセーブ率73.1パーセントを記録する活躍を見せたが、チームは降格となった。
2021年7月29日、ウェストハム・ユナイテッドFCに買い取りオプション付きのレンタルで移籍した。同年は、ウカシュ・ファビアンスキが正GKに君臨していたためリーグ戦の出場は1試合に限られたが、ヨーロッパリーグなどカップ戦では16試合に出場し、クラブのELベスト4進出へ大きく貢献。その後2022年6月27日に完全移籍することが発表された。

### 代表

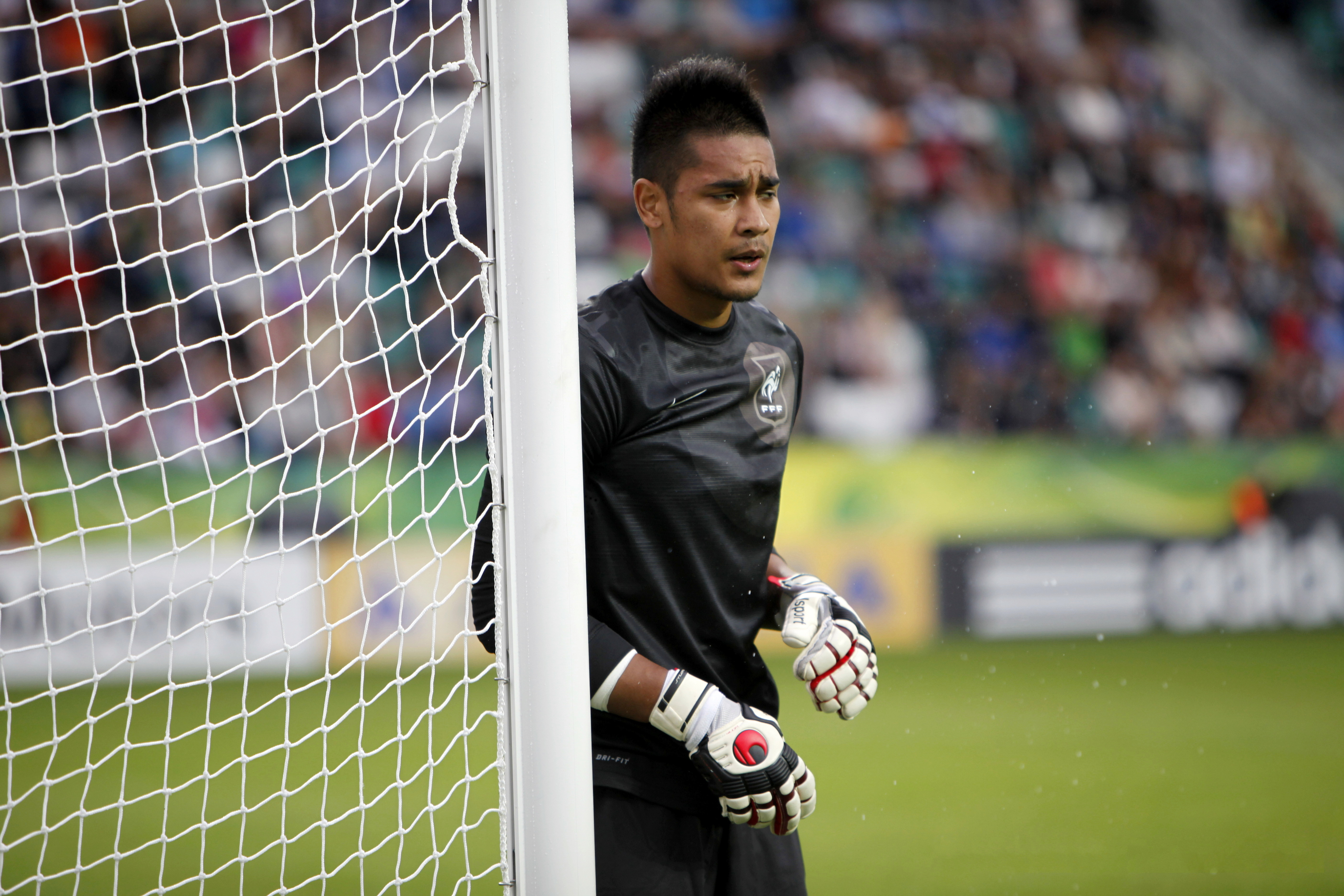
U-19 フランス代表でプレーするアレオラ（2012年）

15歳の時から世代別の代表に選ばれている。2013年トルコで行われたFIFA U-20ワールドカップでは決勝戦で3本のPKを止め優勝に貢献した。
2015年10月にアルメニア代表とデンマーク代表との親善試合のため、ディディエ・デシャン監督により初招集されたが、出番はなかった。
2018年5月17日、2018 FIFAワールドカップのメンバーに選出された。出場機会は無かったが、第3GKとしてチームの優勝に貢献した。
2018年9月6日、UEFAネーションズリーグのドイツ代表との試合で代表デビューを果たし、6つの枠内シュートセーブを記録。
その後は、第3GKの座を新たに台頭したマイク・メニャンと争っていたが、前述の所属のフラムでは活躍はしたものの、最終的には争いに敗れUEFA EURO 2020の出場は逃した。
2022年11月9日、2022 FIFAワールドカップのメンバーに選出された。前回に引き続き第3GKであったため出場機会はなかった。
2022 FIFAワールドカップ後にウーゴ・ロリス、スティーヴ・マンダンダがフランス代表引退を表明したため、正GKに抜擢されたと思われたが、メニャンが正GKに抜擢され、UEFA EURO 2024は第2GKとして臨んだ。

## 代表歴

### 出場大会
- フランス代表
  - 2018 FIFAワールドカップ
  - 2022 FIFAワールドカップ

### 試合数
- 国際Aマッチ 5試合 0得点（2018年-2022年）[12]

| フランス代表 | 国際Aマッチ | 国際Aマッチ |
| 年           | 出場        | 得点        |
| ------------ | ----------- | ----------- |
| 2018         | 2           | 0           |
| 2019         | 1           | 0           |
| 2020         | 0           | 0           |
| 2021         | 0           | 0           |
| 2022         | 2           | 0           |
| 通算         | 5           | 0           |

## タイトル

### クラブ
パリ・サンジェルマンFC
- リーグ・アン 2012-13, 2017-18, 2018-19
- クープ・ドゥ・フランス 2016-17, 2017-18
- クープ・ドゥ・ラ・リーグ 2016-17, 2017-18
- トロフェ・デ・シャンピオン 2016, 2017, 2018, 2019

レアル・マドリード
- プリメーラ・ディビシオン 2019-20

### 代表
- FIFA U-20ワールドカップ（2013年）
- FIFAワールドカップ（2018年）